# Hendrik Völzke
Hendrik Völzke (* 22. März 1975) ist ein deutscher Fußballspieler.
Völzke spielte in seiner Jugend beim SC Vahr und kam 1994 zu Werder Bremen. Als Vertragsamateur kam der Defensivspieler am 1. März 1997 in einem Heimspiel gegen den VfB Stuttgart beim Stande von 2:1 nach 83 Minuten für Andreas Herzog zu seinem einzigen Bundesligaeinsatz. Die in Unterzahl agierenden Bremer mussten kurz vor Ende noch den Ausgleich hinnehmen. Nach der Saison 1997/98 verließ er Bremen und ging zum Regionalligisten VfB Oldenburg. Nach einem Jahr, das mit Platz 9 in der Endtabelle abgeschlossen wurde, wechselte Völzke zum Ligakonkurrenten VfB Lübeck. 
Mit Lübeck belegte er in den beiden folgenden Saisons die Plätze 2 und 3 und verpasste damit zweimal knapp den Aufstieg in die 2. Bundesliga. In seiner zweiten Saison bei Lübeck kam er nur zu Beginn der Saison zu Einsätzen in der ersten Mannschaft. Nach einem Autounfall im Oktober 2000, bei dem er eine Gehirnerschütterung und Schnittwunden am linken Bein erlitt, konnte er sich nicht mehr in der Regionalligamannschaft durchsetzen und wechselte zur Saison 2001/02 zum Oberligisten FC Schönberg 95. Bis 2007 blieb er dem Verein treu, auch nach dem Abstieg in die Verbandsliga 2004/05, als in der darauf folgenden Saison der sofortige Wiederaufstieg gefeiert werden konnte. 2002 und 2004 gewann er mit dem Klub den Landespokal Mecklenburg-Vorpommerns. Nach der Spielzeit 2006/07, als sich der FC Schönberg aufgrund finanzieller Schwierigkeiten aus der Oberliga zurückzog, verließ auch Völzke den Verein und wechselte zum Hamburger Oberligisten Altona 93.
Bei Altona 93 wurde er sehr schnell zum Stamm- und Führungsspieler und hatte großen Anteil an dem Aufstieg des Clubs in die Regionalliga Nord.